# 细须翠雀花
细须翠雀花（学名：[Delphinium siwanense var. leptopogon] 错误：{{Lang}}：文本有斜体标记（帮助））为毛茛科翠雀属下的一个变种。

## 扩展阅读
- 維基物種上的相關：细须翠雀花